# Océane Mozas
Océane Mozas est une comédienne française, née le 29 mai 1972 à Bordeaux.

## Biographie
Après une formation à l'école de la rue Blanche (ENSATT), elle entre au Conservatoire national supérieur d'art dramatique en 1994.
Elle est nommée aux Molières 1998 dans la catégorie révélation théâtrale féminine pour son rôle dans Les Reines, pièce de Normand Chaurette mise en scène par Joël Jouanneau.

## Théâtre
- 1994 : Le Condor de Joël Jouanneau, m.e.s. Joël Jouanneau
- 1994 : Par les villages de Peter Handke, m.e.s. Joël Jouanneau
- 1994 : Le Rayon vert, m.e.s. Joël Jouanneau
- 1996 : L'Idiot d'après Fiodor Dostoïevski, mise en scène Joël Jouanneau, Théâtre national de Strasbourg
- 1996 : L'Homme difficile d'Hugo von Hofmannsthal, mise en scène Jacques Lassalle, Théâtre national de la Colline
- La Fausse Suivante de Marivaux, m.e.s. Laurent Laffargue
- 1997 : Les Reines de Normand Chaurette, mise en scène Joël Jouanneau, Théâtre du Vieux-Colombier
- 1997 : Tout comme il faut de Luigi Pirandello, m.e.s. Jacques Lassalle
- 1998 : Rimmel de Jacques Serena, m.e.s. Joël Jouanneau
- 1999 : La Nuit des rois de William Shakespeare, m.e.s. Christophe Rauck, Théâtre de Rungis
- 2000 : Léonce et Léna de Georg Büchner, m.e.s. Jacques Osinski, Maison de la Culture d'Amiens, Nouveau théâtre d'Angers, tournée
- 2001 : Gouaches de Jacques Serena, m.e.s. Joël Jouanneau
- 2002 : Une nuit arabe de Roland Schimmelpfennig, mise en scène Frédéric Bélier-Garcia, Théâtre du Rond-Point
- 2002 : Terminus de Daniel Keene, mise en scène Laurent Laffargue, Théâtre national de Toulouse-Midi-Pyrénées, Théâtre des Abbesses
- 2002 : Les ouvertures sont, mise en scène Jacques Rebotier dans le cadre du Festival d'Avignon, à la Chartreuse de Villeneuve-lès-Avignon
- 2002-2003 : Les Cercueils de zinc de Svetlana Alexievitch, m.e.s. Jacques Nichet
- 2004 : Antigone de Sophocle, mise en scène Jacques Nichet, Théâtre national de Toulouse Midi-Pyrénées, Odéon-Théâtre de l'Europe, Théâtre de la Manufacture, Théâtre des Treize Vents
- Du mariage au divorce d'après Georges Feydeau, m.e.s. Laurent Laffargue
- 2004 : Description de l'omme de Jacques Rebotier, mise en scène de l'auteur, Rencontres d'été de la Chartreuse de Villeneuve-lès-Avignon
- 2005 : J'étais dans ma maison et j'attendais que la pluie vienne de Jean-Luc Lagarce, mise en scène Joël Jouanneau
- 2006 : Iphigénie, suite et fin d'Euripide et Yannis Ritsos, mise en scène Guillaume Delaveau
- 2006-2007 : Les Géants de la montagne de Luigi Pirandello, mise en scène Laurent Laffargue
- 2007 : Les ouvertures sont, mise en scène Jacques Rebotier, Maison de la Poésie
- 2008 : Le temps est un songe, mise en scène Jean-Louis Benoît, Théâtre national de La Criée
- 2009 : Classe de Blandine Keller, m.e.s François Rodinson, Théâtre Gérard-Philipe
- 2009 : Mary Stuart de Friedrich von Schiller, mise en scène Stuart Seide, Théâtre du Nord, Théâtre National de Nice, Théâtre Gérard Philipe
- 2009 : "Lorenzaccio" de Musset, mise en scène Yves Beaunesne (rôle : Marquise de Cibo)
- 2009 : "Classe" de Blandine Keller[2], mise en scène François Rodinson, Théâtre Gérard Philipe, (rôle principal)
- 2010 : "La Cerisaie" de Tchekhov, mise en scène Paul Desveaux - Théâtre de l'Athénée, Tournée
- 2011 : "Danse Delhi" d'Ivan Vyrypaïev[3], mise en scène Galin Stoev -  Théâtre de la Colline
- 2011 : "De l'amour et Sous les arbres" de Philippe Minyana[4], mise en scène Philippe Minyana et Frédéric Maragnani,  Théâtre des Abbesses
- 2012 : "Pionniers à Ingolstadt" de Marieluise Fleisser, mise en scène Yves Beaunesne, Théâtre 71 (Théâtre national de Malakoff)[5]; Tournée
- 2013 : "Torquato Tasso" de Johann Wolfgang von Goethe, mise en scène Guillaume Delaveau, Théâtre des Amandiers ; Tournée
- 2016 : Le Dernier jour du jeûne de Simon Abkarian, mise en scène de l'auteur, Théâtre des Amandiers et tournée

## Filmographie
- 1999 : Louis et les amoureux du manège de Maurice Frydland (épisode de la série Louis la Brocante) (kim)
- 2001 : Bella ciao de Stéphane Giusti
- 2004 : Tout le plaisir est pour moi d'Isabelle Broué
- 2010 : D'amour et d'eau fraiche de Isabelle Czajka